# Сперхей
Сперхей (на гръцки: Σπερχειός; на латински: Spercheus) или Аламана е река в Централна Гърция. Влива се в Бяло море при Малиакския залив.

## История
В античността край реката се състои известната битка на шафранено поле, след която Елада изпада под македонска доминанта и егида.
В българската средновековна история реката се свързва с битката при Сперхей, която българският цар Самуил губи.

## Митология
В древногръцката митология името на реката се свързва и с речния бог - неин покровител. Според Антонин Либерал нимфите на планината Отрис са дъщери на Сперхей от Дино, но дали тази Дино от Граите или друга жена не е казано. Либерал казва още, че цар Дриоп е син на Сперхей от Полидора - дъщерята на Данай. Това е същият Дриоп, който е баща на Дриопа. 
Пелей посвещава къдриците на Ахил в чест на бог Сперхей, за да се завърне той здрав от похода срещу Троя.
В Омировата „Илиада“ Сперхей е баща на Менестий (който е сред предводителите на ахейците) от Полидора - полусестра на Ахил. 